# Encefalopatia
Encefalopatia, no contexto da medicina, é o nome genérico dado para qualquer alteração patológica com sinais inflamatórios relacionadas ao encéfalo. 

## Encefalopatias mais comuns
- Encefalopatia crônica não progressiva
- Encefalopatia espongiforme bovina
- Encefalopatia hepática
- Encefalopatia de Wernicke